# Арени Арля

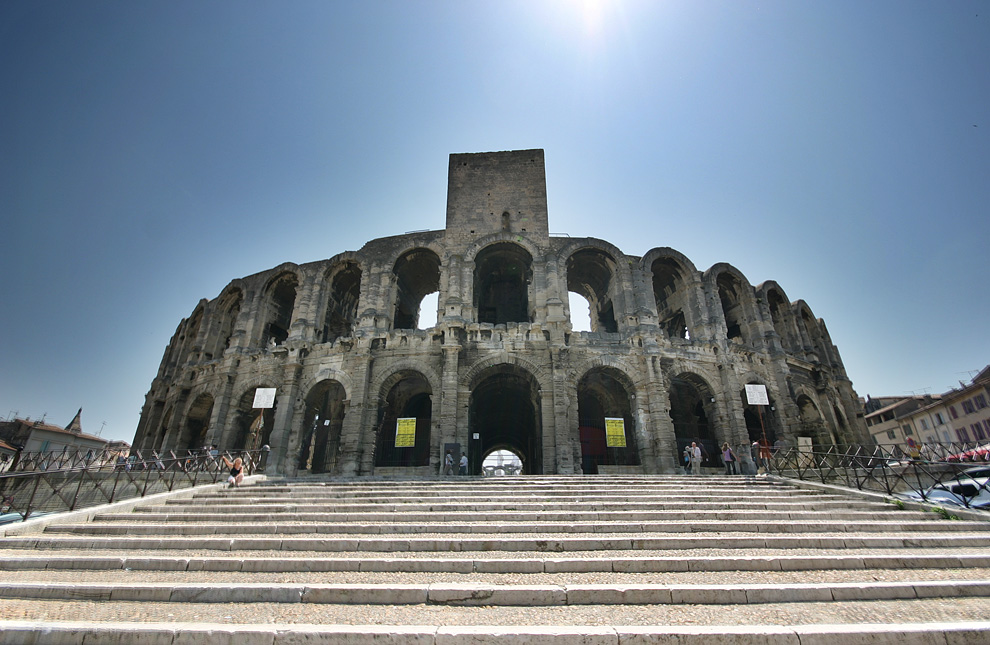
Арени Арля (вид зовні)

Арени Арля (фр. Arènes d'Arles) — римський амфітеатр, побудований наприкінці I ст. н. е., під час розширення міста за Флавіїв. У 1840 з ініціативи Проспера Меріме внесений до переліку історичних пам'яток Франції.
У 1981 визнаний ЮНЕСКО об'єктом світової спадщини (як частина ансамблю давньоримських пам'яток Арля).

## Історія

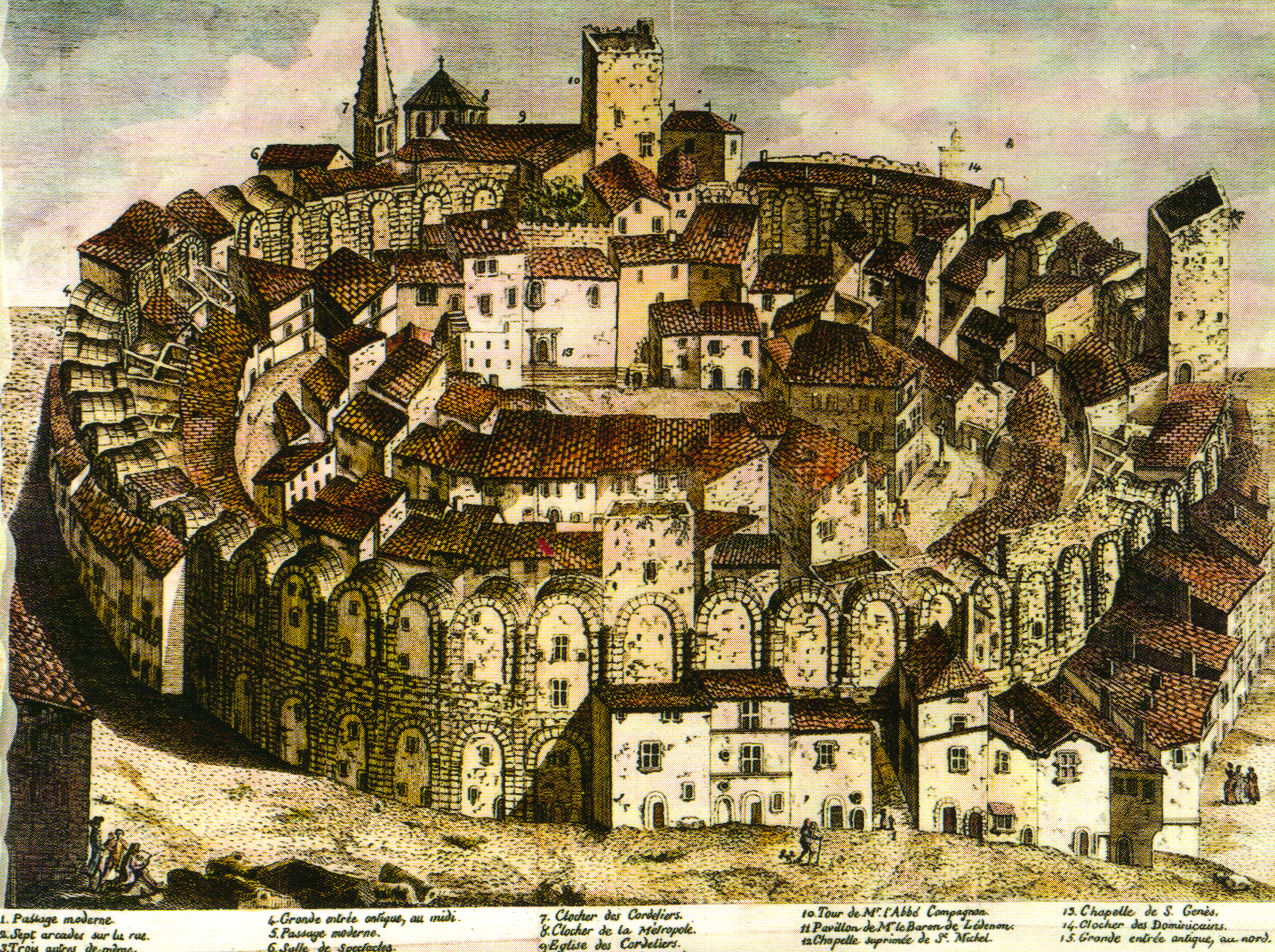
Арльський амфітеатр на гравюрі XVIII століття. На зображенні видно численні споруди, зведені всередині арен

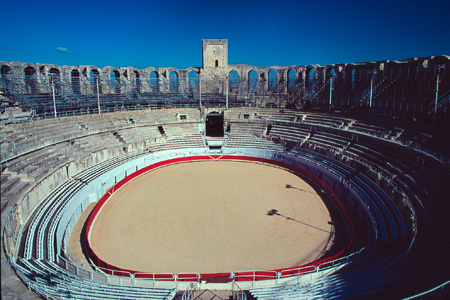
Амфітеатр Арля (вигляд з середини)

Амфітеатр був розрахований на 25 000 глядачів. Будова мала 3 поверхи, й на кожному поверсі - 60 арок, 136 м в довжину і 109 у ширину; там проводилися як перегони колісниць, так і гладіаторські бої. На аренах організовували видовища аж до кінця Римської імперії. Зокрема 255 року імператор Требоніан Галл провів на них тріумф на честь своїх перемог над варварами, а на початку IV століття Костянтин влаштував ігри на честь народження старшого сина. Останні в римську епоху змагання проводив Майоріан; за повідомленням Прокопія Кесарійського, франкський король Хільдеберт 539 року ненадовго відродив цю традицію.

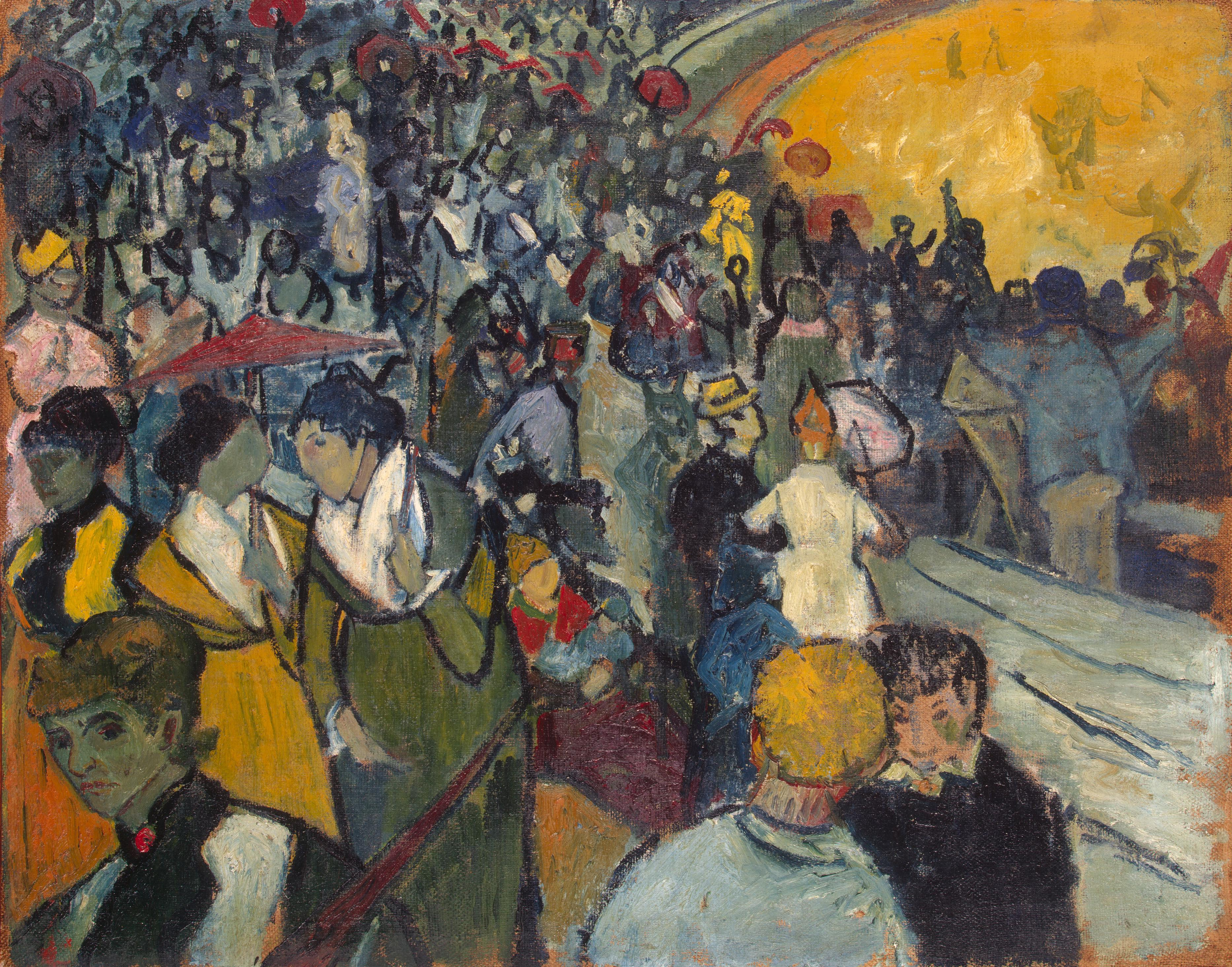
Вінсент ван Гог «Арени Арля». 1888

Починаючи з VI століття арени використовувалися як фортеця; спочатку в амфітеатрі ховалися від нашестя варварів, потім до нього прибудували чотири башти, перетворивши на повноцінний замок. Усередині амфітеатру було зведено понад 200 будівель і 2 церкви. Лікар і географ Ієронім Мюнцер після відвідання Арля 1495 року описав забудову в амфітеатрі, як квартал жебраків Французький король Франциск I під час відвідин Арля 1516 року також висловив жаль про занедбаний стан амфітеатру та будівель в ньому. 
Виселення мешканців арен почалося наприкінці XVIII століття та завершилося 1825 року. 1830 року в амфітеатрі пройшла перша за багато століть театралізована вистава, присвячена завоюванню Алжиру; тоді ж був проведений і бій биків.
У наші дні амфітеатр — головна туристична пам'ятка міста. На аренах Арля регулярно влаштовуються бої биків, спектаклі, концерти, реконструкції битв гладіаторів.
Споруда амфітеатру в Арлі була мотивом картин Вінсента ван Гога та Пабло Пікассо.